# حزب دولة كتالونيا
حزب دولة كتالونيا (بالكتالونية: Estat Català)‏ هو حزب سياسي إسباني من منطقة كتالونيا في 18 يوليو 1922. وهو حزب مطالب باستقلال كاتالونيا، أسسه فرانسيسك ماسيا ليكون منظمة سياسية مكافحة للقومية الكاتالونية". وهو أقدم حزب في كاتالونيا لايزال يعمل إلى الآن.
يمكن اعتبار الحزب في بدايته حزباً متمرداً بسبب نشاطاته العسكرية ضد حكم ديكتاتورية بريمو دي ريفيرا وانتشاره دوليا تلبيةً لطموحات كاتالونيا بالاستقلال. وهو حاليا منقسم إلى فصيلين: إحداهما عرف عنه أنه حزب مؤيد للاستقلال، فصيل غير طبقي ومتسامح، ويحارب من أجل استقلال ما يسمى البلاد الكاتالونية [الإنجليزية]، وجعل اللغة الكتلانية هي اللغة الرسمية؛ أما الفصيل الآخر فإن قوميته الكتالونية تميل نحو اليسار، ومقرب من المنظمات المستقلة الأخرى مثل إندافانت.

## تاريخ

النجمة الزرقاء (علم استقلال كاتالونيا) استخدمه أول مرة حزب دولة كتالونيا.

بعد المؤتمر الوطني الكاتالوني أسس فرانسيسك ماسيا ومعه قادة الاتحاد القومي الديمقراطي حزب دولة كتالونيا في 18 يوليو 1922 ليكون منظمة سياسية وشبه عسكرية هدفه تحقيق استقلال كاتالونيا عن إسبانيا بعدما خلص المؤتمر إلى أنه طالما الملكية موجودة في إسبانيا فلن يكون هناك حكم ذاتي لكتالونيا، وبالتالي، فمن الضروري كسر كل الارتباطات مع إسبانيا وإعلان الدولة الكاتالونية التي يمكن أن تتوحد مع بلنسية وجزر البليار وشمال كاتالونيا وربما قسطانية. وقد نشط الحزب خلال عقد 1920 في كفاحه ضد نظام الجنرال بريمو دي ريفيرا والملكية. ومن ضمن نشاطاته محاولة اغتيال فاشلة ضد ملك إسبانيا ألفونسو الثالث عشر في عملية عرفت باسم مؤامرة غراف. كما شكل الحزب جيشا صغيرا اسماه (الجيش الكتالوني) بقيادة فرانسيسك ماسيا لغزو إمارة كتالونيا من شمال كاتالونيا الفرنسية وعرفت باسم مؤامرة برات ديمولو.
واقتناعا منه بأن السياسة البرلمانية في الدولة الإسبانية هي سياسة عقيمة، فقد أيد الحزب الكفاح المسلح لمحاكاة الحركة الوطنية في أيرلندا، التي حققت مؤخرا الاستقلال في الجنوب (ذات الغالبية الكاثوليكية) من المملكة المتحدة. ولكن تلك المبادرة تحتاج إلى المال التي لن ينالها من كتالونيي الداخل بسبب هيمنة الرابطة الإقليمية لكاتالونيا بزعامة فرانسيسك كامبو على الحركة الكتالونية. ولذلك خاطب الحزب كتالونيي المهجر في أمريكا. فتلقى الدعم المادي من الكتالونيين في كوبا بدءا من 1922 ولمدة عقد من الزمان. أصبح المركز الكاتالوني في هافانا جمعية سرية. ثم وسع نطاق إنشاء الأندية إلى بلدان أخرى في أمريكا اللاتينية، حتى إنشاء الاتحاد الدولي لأندية الانفصاليين الكتالونية التي مولت المهمة.
شارك الحزب خلال عشرينيات القرن العشرين بفعالية ضد دكتاتورية الجنرال ميغيل بريمو دي ريفيرا رداً على القمع الذي أجبره على الاختباء. وفي أكتوبر 1923 هرب ماسيا واعضاء الحزب إلى بيربينيا في شمال كاتالونيا الفرنسية. ثم شكل في باريس ميليشيا أسماها اسكاموتز (escamots)، وبدأ في جمع الأموال لشراء العتاد العسكري اللازم. ثم سافر كل من فرانسيسك ماسيا وجوسيب كارنر إلى الاتحاد السوفييتي مع خوسيه بوليجوس الأمين العام اللجنة التنفيذية الحزب الشيوعي الإسباني (PCE) في أكتوبر 1925 للاجتماع مع قادة الأممية الشيوعية الوليدة. من خلال أندريه نين رئيس الاتحاد الوطني للعمل (CNT) الذي كان زعيمًا تروتسكيًا بارزًا، حصلوا على تعاطف تروتسكي ونيكولاي بوخارين وجريجوري زينوفايف إلا أن ستالين لم يدعمهم بسبب افتقارهم إلى التعريف الأيديولوجي لأنه لم يرها فيهم بوضوح.
وفي 6 يونيو 1925 جرت محاولة اغتيال ألفونسو الثالث عشر عرفت باسم مؤامرة غراف. وساهم الحزب في مؤامرة برات ديمولو حيث نظم ماسيا شخصيا فصيل مسلح لغزو كاتالونيا من برات ديمولو (في روسيون) سنة 1926. واكتشفت السلطات الفرنسية الخطة وحُكم على ماسيا بالسجن لمدة ستة أشهر ثم رُحِّل إلى بلجيكا مع أعضاء الحزب.
وفي سنة 1928 عقد فرانسيسك ماسيا وفينتورا غاسول اجتماعا في كوبا بدعم من الفصيل الراديكالي القومي، حيث حاولوا تغيير اسم الحزب إلى الحزب الثوري الانفصالي الكتالوني، ولكن مليشيا الداخل لم تقبل بذلك. وفي الوقت نفسه انضم بعض أكثر المتطرفين اليساريين إلى الحزب الشيوعي الكتالوني. في مؤتمر اليسار الذي عقد بين 17 و 19 مارس 1931 في برشلونة، وانضم إلى الحزب الجمهوري الكاتالوني مما أدى إلى ظهور يسار كتالونيا الجمهوري ومنها تمكن حزب دولة كتالونيا من الاحتفاظ باستقلاليته التنظيمية.

### الجمهورية الثانية والاستقلال الكتالوني
وفي أبريل 1931 أعلن فرانسيسك ماسيا الجمهورية الكاتالونية قصيرة العمر من برشلونة وأسس حكومة كتالونيا والتي لم تتجاوز ذلك بسبب ضغوط الحكومة المؤقتة للجمهورية. كان فرانسيسك ماسيا أول رئيس لتلك الحكومة بعد إعادة تشكيلها لتصبح حكومة محلية. وبعد وفاته (ديسمبر 1933) حاول حزب دولة كتالونيا الاحتفاظ بسيطرته على يسار كتالونيا الجمهوري، ونافس الإقليمي لويس كامباني خليفة ماسيا (بدلاً من المستقل) حيث كانت خلفيته السياسية في الحزب الجمهوري الكاتالوني. ثم استلم جوسيب دينكاس قيادة الحزب، فاستطاع الحزب السيطرة على مجلس الداخلية وهيمن على القوى السياسية في كاتالونيا. بعد فشل التمرد المسلح في أكتوبر 1934 [الإسبانية] خضعت حكومة كاتالونيا المتمتعة بالحكم الذاتي وشرطتها للحكومة الإسبانية والجيش، فترك حزب دولة كتالونيا يسار كتالونيا الجمهوري بعد أن اتهام لويس كامباني بالخديعة، فأصبح مرة أخرى حزبا مستقلا. فلحقتهم جماعة الشبيبة وهي فرقة شبه العسكرية تاركين يسار كتالونيا. وفي سنة 1936 بدأت الحرب الأهلية الإسبانية.

### الحرب الأهلية الإسبانية
بعد ان خرج الحزب من عباءة يسار كتالونيا الجمهوري، وكان ذلك قبل أيام قليلة من بداية الحرب الأهلية أي في يونيو 1936. بدأ بإعادة تنظيمه باستقلالية تامة تحت إشراف جوسيب دينكاس، ومع بعد بداية الحرب من يوليو 1936 إلى يوليو 1937 اندمج معهم القوميين الكتالونيين الوطنيين وجماعة شبيبة يسار كتالونيا الجمهوري والراديكاليين القوميين (Nosaltres Sols!) حيث تمكنوا من السيطرة على صحيفة برشلونة (Diari de Barcelona) بقيادة مارسيل بيريلو.
قاتل حزب دولة كتالونيا بنشاط على جبهات القتال، حيث كون قواته من المتطوعين. إلا أنه خلال سنوات الحرب لم يكن راضيا عن العملية الثورية في كاتالونيا ولا إلى تسليم الرئيس لويس كامباني السلطة للفوضويون. فساءت علاقات الحزب مع يسار كتالونيا الجمهوري. فخطط الحزب لمؤامرة للسيطرة على الحكومة المستقلة في كاتالونيا باستخدام وحداته العسكرية وشرطة كاتالونيا لإعادة قيادة الوضع باستخدام القوة لتكون قادرة على إعلان استقلال كاتالونيا. ولكن المؤامرة انكشفت في سبتمبر 1936 مما أجبر زعماء الحزب الرئيسيين على الفرار إلى فرنسا.

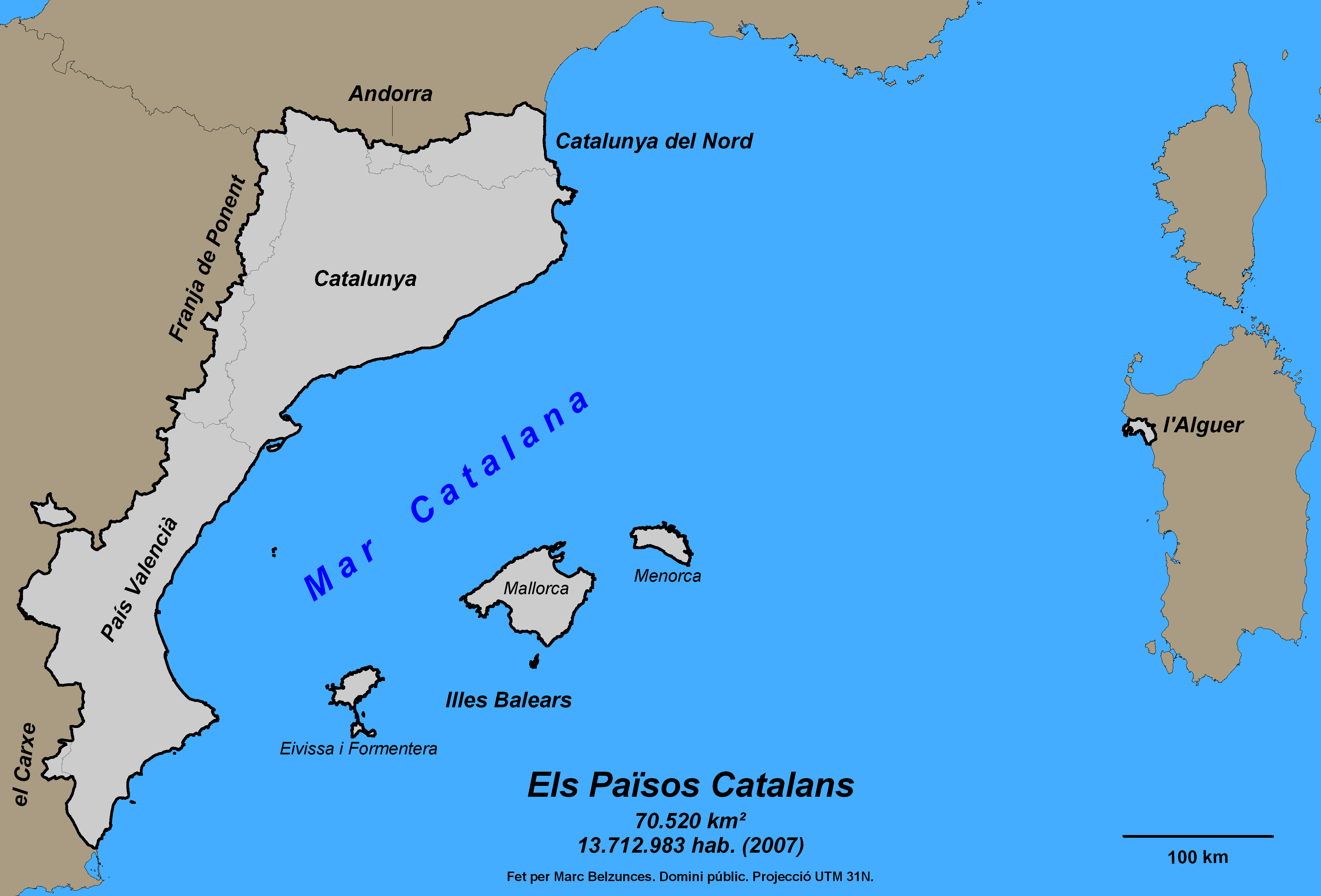
خريطة لما يسمى بالبلاد الكاتالونية (Països Catalans) التي ينسب خلقها ومفهومها إلى قادة حزب دولة كتالونيا.

### مابعد الحرب ودكتاتورية فرانكو
بعد أن خسر الحزب الحرب سنة 1939 اعدم العديد من مقاتليه أو ماتوا في المنفى. واعتقلت الحكومة الفرنسية على بعض المسلحين الذين عبروا الحدود الفرنسية ووضعتهم في مراكز اعتقال في روسيون. ثم سلمتهم إلى النازيين الألمان حيث رحلوا إلى معسكرات الإبادة في ماوتهاوزن وغوسن خلال سنوات الحرب العالمية الثانية. وانضم الذين بقوا أحرارًا إلى المقاومة الفرنسية، وكذلك انتظم النشطاء في الداخل الكاتالوني بالجبهة الوطنية الكتالونية. وقد تمكن حزب دولة كتالونيا من الاحتفاظ بنظامه الذاتي داخلي وتعاون مع الاستخبارات البريطانية والفرنسية والبولندية، وكذلك مع المقاومة الفرنسية. واعتمادا على جهود مقاومة الداخل، كان له نشاط مكثف في شبكات تهريب طياري الحلفاء للخروج من فرنسا المحتلة.
في 16 يونيو 1939 اندلع صراع بين رئيسي الحزبين وهما الأمين العام فيسينك بوريل وخوان كورنوديلا الذي ترأس الجبهة الوطنية لكاتالونيا (FNC) لاحقا. فطرد بوريل وانضم حزب دولة كتالونيا إلى FNC حتى 1947. على الرغم من انضمامه إلى FNC إلا أنه حافظ على هيكلته الداخلية، وكانت تلك نقطة مرجعية في النهج الأيديولوجي وعملية إعادة التنظيم. وخلال سنوات 1940-1946 قل نشاطه بقوة. وفي سبتمبر 1941 تم تفكيك شبكته من الجواسيس.

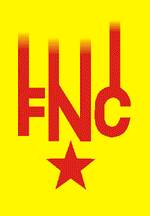
شعار الجبهة الوطنية لكاتالونيا عندما كان حزب دولة كتالونيا جزءا منها (1939-1947).

وينسب الفضل لحزب دولة كتالونيا بأنه أعطى رؤية عالمية للأمة الكاتالونية: فنشر أوائل 1942 أول خريطة لما يسمى «بالبلاد الكاتالونية» والتي شملت الإمارة (ومعها كتالونيا الشمالية) ومنطقة بلنسية وجزر البليار والشريط المحاذي بين كاتالونيا مع أرغون (المعروفة باسم La Franja أو الشريط) ومدينة ألغيرو الكاتالونية القديمة في سردينيا.
وفي سنة 1947 انفصل الحزب عن الجبهة الوطنية لكاتالونيا (FNC) حيث عاد حزبا سياسيا كما كان، وأعيد تنظيم هيكله الداخلي، وربما كان لديه حوالي 500 مقاتل. في غضون ذلك كان لمعارضة النظام تأثير ضئيل على السكان وتزعزع الحزب بسبب الخلافات الداخلية. وهكذا أصبح أقلية سرية وضعيفة وليست له علاقات متجذرة باستثناء برشلونة، وهذا ساعد على عدم تفككها. في الخمسينات والستينات بدأ الحزب بأعمال سياسية وعسكرية ضد نظام فرانكو بفضل جهود رئيسه سلفادور بارتولي. معتمدا منهج العمال البريطاني.

### الفترة الانتقالية والديمقراطية
بعد وفاة فرانكو سنة 1975 بدأت إسبانيا عمليتها الديمقراطية. فقام الحزب في 1976 بعد عقود من السرية اضفاء الصفة القانونية له بالتسجيل في سجل الاحزاب السياسية في 1977 تحت إشراف أعضاء الحزب التاريخيين. فأعلن تأييده لحركة الاستقلال في البلاد الكاتالونية، وحصل على موافقة المتشددين التاريخيين للحزب مثل فينتورا غاسول. وفي الوقت الذي جرت فيه الانتخابات الإسبانية العامة 1977 لم يتمكن الحزب من نيل الصفة القانونية، وكان عليه تشكيل ائتلاف مع أحزاب أخرى في نفس وضعه (مثل يسار كتالونيا الجمهوري). وفي 16 سبتمبر 1977 تم تسجيله أخيرًا في سجل الأحزاب السياسية في وزارة الداخلية. وتحدث لاحقا ضد الموافقة على دستور سنة 1978 والحكم الذاتي السياسي الإقليمي [الإنجليزية] لأنه يعتبرها أدوات مخالفة لحريات الكتالونيين الكاملة، وهذا يمثل استمرار الدولة الاسبانية لرئيس الدولة (Caudillo) فرانكو. ووفقًا لمكانة الحزب الذي استمر بالفعل خلال الدولة الإسبانية عند النظر في إمكانية تقديم مطالبة مستقبلية للنظام الأساسي، ظل النظام الأساسي لقانون 1979 خاضعًا للدستور بأنه أنكر الحقوق الوطنية غير القابلة للتصرف وفرض ملكية بوربونية ورثتها منذ 1714 ومن إسبانيا الفرانكوية.
شكك الحزب بالانتخابات العامة الإسبانية، لكنه لم يقف عائقا أمام الانتخابات الإقليمية الكاتالونية ليمنع الحد من تصويت الأحزاب القومية الأخرى. وفي الانتخابات الإسبانية العامة 1979 حصل على 6,328 صوتًا، أي ما نسبته 0.29٪ من إجمالي الأصوات. على المستوى البلدي تقدم الحزب مراراً وتكراراً للانتخابات إما عن طريقه أو عن طريق الائتلاف (AMD).

### التاريخ الحديث
شارك حزب دولة كتالونيا بعدة انتخابات لكنه لم يحقق نتيجة أفضل من 0.6٪ من الأصوات في كاتالونيا. وعلى المستوى البلدي من خلال ائتلافه البلدي Acció Municipal Democràtica استطاع أن يحقق عددًا لابأس به من أعضاء المجالس البلدية اعتمادًا على التنافس الانتخابي وأيضاً على حكومة بعض البلدات (45 من أعضاء مجلس المدينة سنة 1979، و 9 أعضاء للبلديات وعمدة بلدية عام 2007، إلخ). .)
فيما يتعلق بالنتائج الأخيرة شارك الحزب في انتخابات برلمان كتالونيا 1999، ونال على 1,174 صوتًا (0.06٪). ونال في الانتخابات الإسبانية العامة 2000 على 2,321 صوتًا لمجلس النواب (0.07٪) و 17,825 في مجلس الشيوخ (0.53٪)، وفي انتخابات برلمان كتالونيا (2003) حصل على 1,890 صوتًا (0.06٪) وفي الانتخابات في البرلمان الأوروبي 2004 نال على 1540 صوتًا (0.07٪). من عام 2004 لم يجد الحزب شريك في الانتخابات باستثناء الانتخابات المحلية من خلال ائتلافه البلدي «المجلس البلدي الديموقراطي» الذي نال في 2007 على 9 أعضاء بلديات سمحوا له بالحفاظ على حكومة مجلسين بلدين.
وفيما يتعلق الاستفتاء الأخير على النظام الأساسي الجديد للحكم الذاتي لكتالونيا 2006، فقد قام الحزب رسميا بترك انتخابات حرة لأعضائها. ومع ذلك قام الفصيل اليساري في للحزب بحملة من أجل التصويت السلبي تحت شعار «لا نظام أساسي سيحررنا. الاستقلال».

## وصلات خارجية
- الصفحة الرسمية لحزب دولة كتالونيا (بالكتالونية)